# 관찰법 (마케팅)
마케팅과 사회과학에서 관찰법, 관찰 연구, 현장 연구, 현장 조사는 자연 환경에서 현상을 직접 관찰하는 사회 연구 기법이다. 이는 실험 연구와 다른 점이다. 실험 연구는 가짜 요인을 통제하기 위해 준인공적인 환경을 조성하고, 실험의 일환으로 적어도 하나의 변수를 조작한다.

## 맥락
관찰 연구는 질적 연구와 관련된 데이터 수집 방법이다. 양적 연구나 실험 연구에 비해 관찰 연구는 신뢰도는 낮지만 타당도는 높은 경향이 있다. 관찰 연구의 주요 장점은 유연성이다. 연구자는 필요에 따라 접근 방식을 변경할 수 있다. 관찰 연구는 피험자의 행동이나 의도에 대한 자기 보고가 아닌 행동을 직접 측정한다. 주요 단점은 행동 변수에만 국한된다는 것이다. 인지적 또는 정서적 변수를 연구하는 데 사용할 수 없다.

## 자료 수집 방법
일반적으로 관찰 연구에서는 세 가지 방법을 사용하여 자료를 수집한다.
- 은밀한 관찰 연구 – 연구자는 자신을 드러내지 않는다. 연구 대상에 몰래 들어가거나, 멀리서 관찰한다. 이 접근법의 장점은 다음과 같다. (1) 연구 대상의 협조를 구할 필요가 없고, (2) 연구자의 존재로 인해 연구 대상의 행동이 영향을 받지 않는다. 일부 연구자들은 이러한 접근법에 수반되는 기만에 대해 윤리적 의구심을 품고 있다.
- 공공연한 관찰 연구 – 연구자는 자신을 연구자라고 밝히고 관찰 목적을 설명한다. 이 접근법의 문제점은 연구 대상자가 자신이 관찰당하고 있다는 것을 알게 되면 행동을 수정할 수 있다는 것이다. 호손 효과라고 불리는 현상처럼, 연구 대상은 진정한 자아가 아닌 "이상적 자아"를 표출한다. 은밀한 접근 방식에 비해 명시적 접근 방식이 갖는 장점은 속임수가 없다는 것이다(예: PCIA-II 참조).
- 참여 관찰 – 연구자는 현상을 더 세밀하게 이해하기 위해 관찰 대상에 참여한다.

## 같이 보기
- 행동경제학
- 소비자 행동
- 내용분석
- 문화인류학
- 민족지
- 실험계획법
- 마케팅
- 마케팅 조사